# Adamo da Brema
Adamo da Brema o Adamo di Brema (Adam Bremensis in latino) (ante 1050 – 12 ottobre 1081/1085) è stato un teologo e storiografo tedesco vissuto nella seconda metà dell'XI secolo.
Fu canonico a Brema e in seguito divenne anche magister alla scuola cattedrale di Brema. Intorno al 1066 fu mandato dall'arcivescovo di Amburgo in ambasceria presso il re di Danimarca Sven Estridsson.

## Biografia
Si hanno poche informazioni riguardanti la vita di Adamo da Brema, provenienti soprattutto dalla sua opera Gesta Hammaburgensis ecclesiae pontificum. È noto che nacque prima del 1050 e la morte avvenne molto probabilmente il 12 ottobre di un anno compreso tra il 1081 e il 1085. Adamo proveniva dalla Saxonia superior, forse da Bamberga, dove studiò. Secondo Leuschner, invece, sarebbe stato originario della Franconia, vicino a Würzburg, dove secondo alcuni studiosi avrebbe anche studiato. Tra il 1066 e il 1067 giunse a Brema e visse a stretto contatto con l’arcivescovo di Brema, Adalberto; fu probabilmente quest’ultimo che gli affidò il compito di scrivere una storia degli arcivescovi di Amburgo-Brema. Poco dopo il suo arrivo a Brema, venne mandato in Danimarca presso il re danese Sven Estridsson, al fine di raccogliere materiale per la sua opera.
È lecito supporre che fu canonico della cattedrale della città, nonché magister scholarum e direttore della scuola cattedrale di Brema. Helmold di Bosau, che alla metà del XII secolo si rifarà ad Adamo per comporre la sua opera, lo nomina come il «magister Adam, qui gesta Hammemburgensis ecclesiae pontificum disertissimo sermone conscripsit». In secondo luogo, egli potrebbe essere identificato con l'Adam magister scholarum che sottoscrisse un documento dell’arcivescovo Adalberto dell’11 giugno 1069; in questo caso è possibile che Adamo svolgesse a Brema le funzioni di responsabile della scuola cattedrale e che lavorasse nella cancelleria di Adalberto. Inoltre, all’interno del Diptychon Bremense, si cita un magister Adam la cui morte avvenne il 12 ottobre di un anno imprecisato. Adamo morì presumibilmente nel 1081 e comunque non oltre il 1085.
Tra la morte di Adalberto e il 1075 redasse, con abbondante e accurato uso di vecchie cronache e fonti, la sua opera: i Gesta Hammaburgensis ecclesiae pontificum, che dedicò al nuovo arcivescovo, Liemaro.

## Gesta Hammaburgensis ecclesiae pontificum
È probabile che l’opera originariamente fosse stata commissionata ad Adamo dall’arcivescovo Adalberto. Tuttavia nella prefazione Adamo tace su un possibile committente, al contrario della prassi medievale, e anzi attribuisce a sé il merito dell’iniziativa. Questo comportamento fu forse dettato dal fatto che l’arcivescovo era un personaggio poco amato dalla nobiltà e Adamo temeva che un legame con lui avrebbe portato la sua opera nell’oblio. In ogni caso, l’opera fu iniziata da Adamo sotto Adalberto, ma una volta completata (1075-1076) fu dedicata al suo successore, Liemaro.
L'opera è suddivisa in quattro volumi e narra la storia dell'arcivescovato di Amburgo-Brema, nato nell’864, dall’unione dell’arcivescovato di Brema con quello di Amburgo, in seguito alla distruzione di Amburgo per mano dei danesi nell’845. L’opera tratta inoltre delle missioni di cristianizzazione inaugurate da Anscario, arcivescovo di Amburgo-Brema, nell’832, quando ottenne da papa Gregorio IV l’incarico di evangelizzare le popolazioni al di fuori del territorio imperiale. Adamo stesso dice di aver preso le informazioni riportate nella sua opera da carte, opere storiche e privilegi romani, ma anche da narrazioni di anziani che erano a conoscenza dei fatti.